# Spring Valley (Kalifornia, San Diego megye)
Spring Valley statisztikai település az USA Kalifornia államában, San Diego megyében. Lakosainak száma 30 998 fő (2020. április 1.).

## Népesség
A település népességének változása:

| 2010 | 28 205 |
| 2020 | 30 998 |